# Untere Kleinmichelesmühle

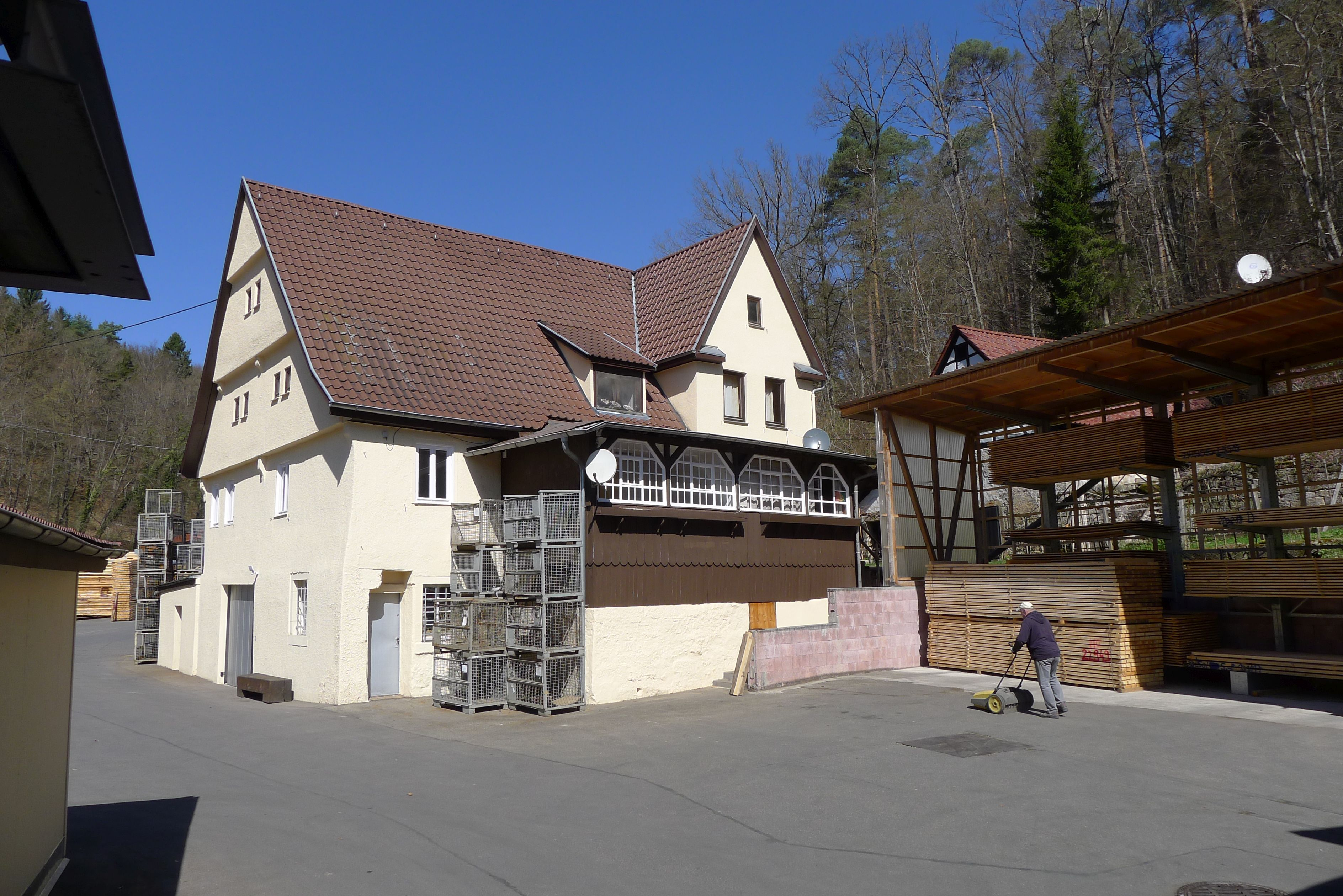
De Untere Kleinmichelesmühle

De Untere Kleinmichelesmühle (ook als Untere Kleinmichelsmühle geschreven) is stroomafwaarts de tiende van de elf watermolens in het Siebenmühlental, het beekdal van de Reichenbach, ten zuiden van Leinfelden-Echterdingen. De molen hoort bij Plattenhardt, een stadsdeel van Filderstadt, zuidelijk van Stuttgart, in het zuidwesten van Duitsland. Het hoofdgebouw van de molen is een van de oudste uit het dal. In de molen werd tot het begin van de 20e eeuw graan tot meel gemalen.

## Geschiedenis
In 1417 werd de Untere Kleinmichelesmühle voor het eerst in een akte genoemd, de naam was toen “Schrufels Milin” en de functie was korenmolen. In 1588 werden het molengebouw en het woonhuis nieuw gebouwd. Dat jaar is bepaald aan de hand van dendrochronologie, het dateren van houten voorwerpen aan de hand van in de voorwerpen herkenbare groeiringen (jaarringen). Het huidige molengebouw stamt uit het midden van de 16e eeuw en telt twee verdiepingen die uit vakwerkmuren zijn opgetrokken. Tegenwoordig is het vakwerk niet meer te zien vanwege de felgeel gekleurde plamuur die er overheen is aangebracht. De historische banden met twee naburige molens voeren terug tot het begin van de 18e eeuw, toen de Obere Kleinmichelesmühle werd gebouwd en 1831 toen de Burkhardtsmühle werd gebouwd.
Rond 1711 werd door het overlijden van Michel Weinmann (geboren in 1659) zijn zoon Michel Weinmann junior (1683 – 1750) eigenaar van de molen. Hij was al eigenaar van de Obere Kleinmichelesmühle, waarvan de naamgeving op hem teruggaat, en “Klein” junior betekent.
In 1907 verwierf Rudolf Waidelich (1882 – 1971) de molen en hij beëindigt het malen van graan en vestigt een houtzagerij in de molen. In 1943 wordt het houten waterrad vervangen door een turbine met een groter rendement. In 1948 wordt het complex op het elektriciteitsnet aangesloten en wordt de zaagcapaciteit nogmaals uitgebreid. Sinds 1996 zijn de activiteiten in twee bedrijven gesplitst, het zagen van hout gebeurt onder de vlag van “WW-Holz” en de handel gebeurt in “Holzland”. Tegenwoordig beslaat het complex een zeer uitgebreid terrein. Het Bondswandelpad over de voormalige Siebenmühlentalbahn, de spoorbaan die tussen 1928 en 1955 door het dal liep, loopt vlak langs het terrein en er is een voetgangersbrug over de Reichenbach naartoe. In 2010 was de laatste nog levende molenaar uit het dal Kurt Böpple die in de jaren 70 van de 21e eeuw wegens gezondheidsredenen het werk in deze molen moest neerleggen.

## Gedenksteen

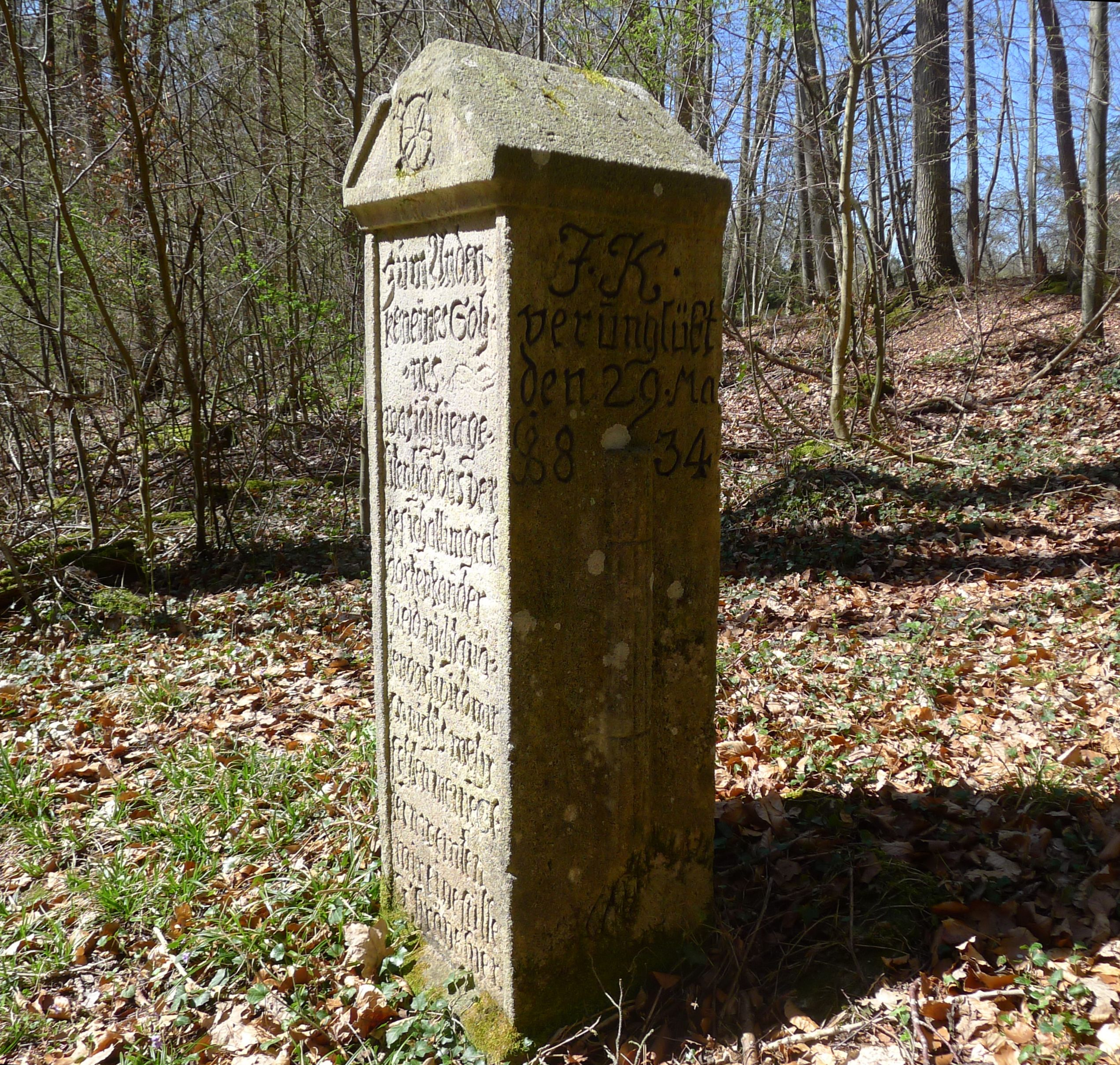
Gedenksteen voor Jakob Kämmerle

In het bosgebied ten noordwesten van de molen is een rijk versierde gedenksteen uit 1834 te vinden die herinnert aan Jakob Kämmerle, de zoon van de molenaar van de Untere Kleinmichelsmühle, die op 29 mei van dat jaar bij een houttransport was omgekomen

## Externe adressen
- Het Siebenmühlental
- De Untere Kleinmichelsmühle in het Siebenmühlental

Obere Mühle · Eselsmühle · Mäulesmühle · Seebruckenmühle · Schlechtenmühle · Walzenmühle · Schlösslesmühle · Kochenmühle · Obere Kleinmichelesmühle · Untere Kleinmichelesmühle · Burkhardtsmühle